# Будинок парламенту Каринтії
Буди́нок парла́менту Кари́нтії (нім. Landhaus Klagenfurt — ренесансна будівля, побудована між 1574 і 1594 роками, що тепер є резиденцією регіональної ради землі Каринтія, в австрійському місті Клагенфурт — столиці землі Каринтія. Тепер він є місцем функціювання парламенту Каринтиї, який складається з 36 депутатів державного парламенту (чоловіків і жінок). Ландтаг обирає чотирьох членів Каринтії до Федеральної ради.
Ця історична та репрезентативна споруда розміщена на одній з найважливіших площ у центрі міста між площею Святого Духа (Heiligengeistplatz) і Старою площею (Alten Platz) на краю найстарішої частини центру міста Клагенфурта.

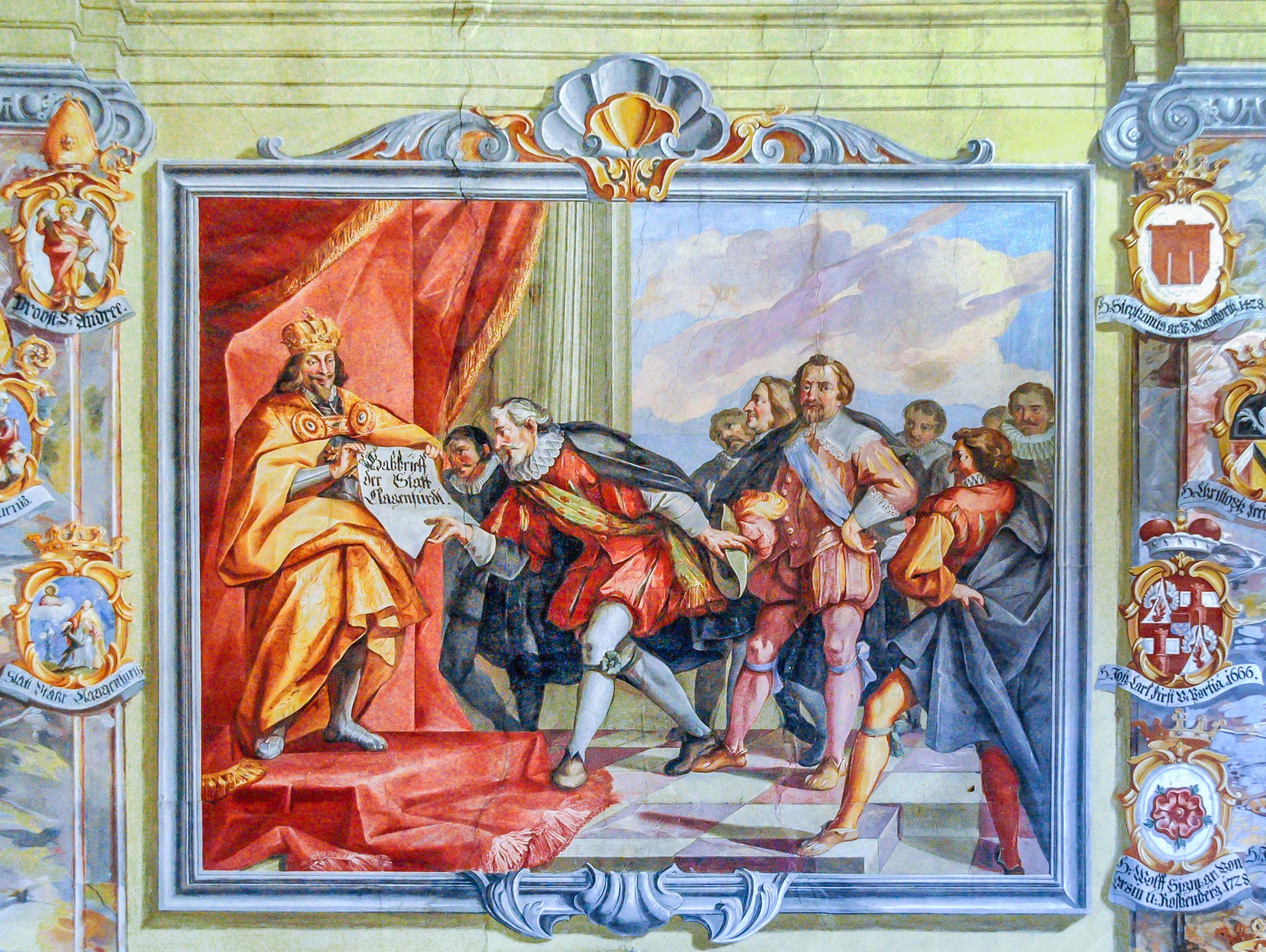
Максиміліан І дарує місто Клагенфурт знаті герцогства.
Йозеф Фердинанд Фроміллер. 1740

## Опис
Місто Клагенфурт за свою історію неодноразово зазнавало пожеж, землетрусів і ворожих нападів. Імператор Священної Римської імперії Максиміліан I (1459—1519) був не в змозі відновити Клагенфурт після пожежі 1514 року, яка майже повністю знищила місто. Тому 24 квітня 1518 року, незважаючи на гучні протести громадян, передав управління Клагенфуртом знаті Герцогства Каринтії. Всупереч незвичності такого рішення, воно мало позитивний вплив на економічне відродження та політичний і культурний підйом у Клагенфурті.

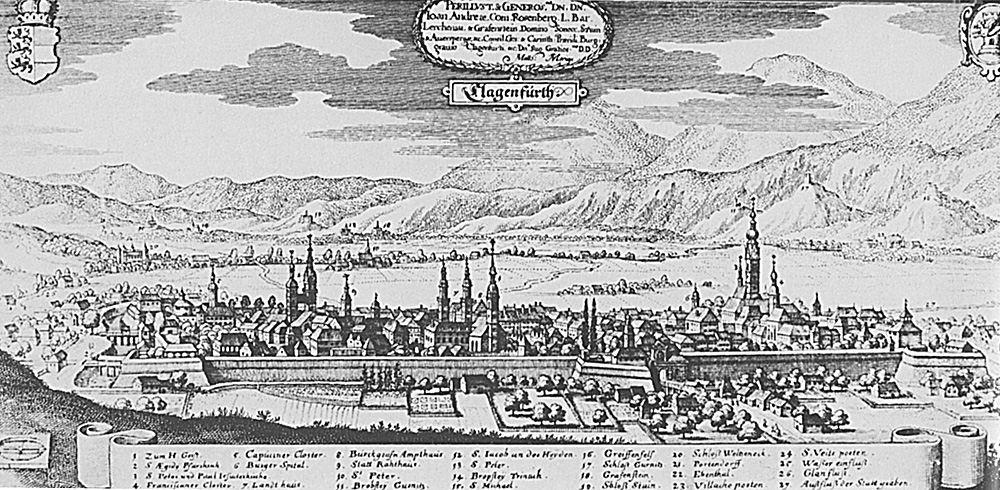
Вигляд Клагенфурта. 1649

Зростання економіки дало поштовх для розбудови нової столиці герцогства. Для забезпечення міста водою з озера Вертер у 1527 році був побудований Ленд-канал довжиною 4,5 кілометра. Канал служив також як водний шлях, по якому перевозили будівельні матеріали для нових будівель, а також канал наповнював водою оборонний рів, що був викопаний 1534 року. Знатні родини будували нові будинки, була побудована нова центральна площа міста — Нова площа (Neue Platz), а нові укріплення, на будівництво яких пішло півстоліття, зробили Клагенфурт найсильнішою фортецею на північ від Альп.
Будівля Каринтійського парламенту з крутим двосхилим дахом і двома вежами була зведена на місці старовинного герцогського замку XV століття з ровом, що був знищений пожежею 1535 року. Як і инші споруди того часу — стара фортеця (1586, А. Верда), стара ратуша, протестантська церква (1582—1591, нині собор святих Петра і Павла), — будинок ландтагу відбудовували в ренесансному стилі.

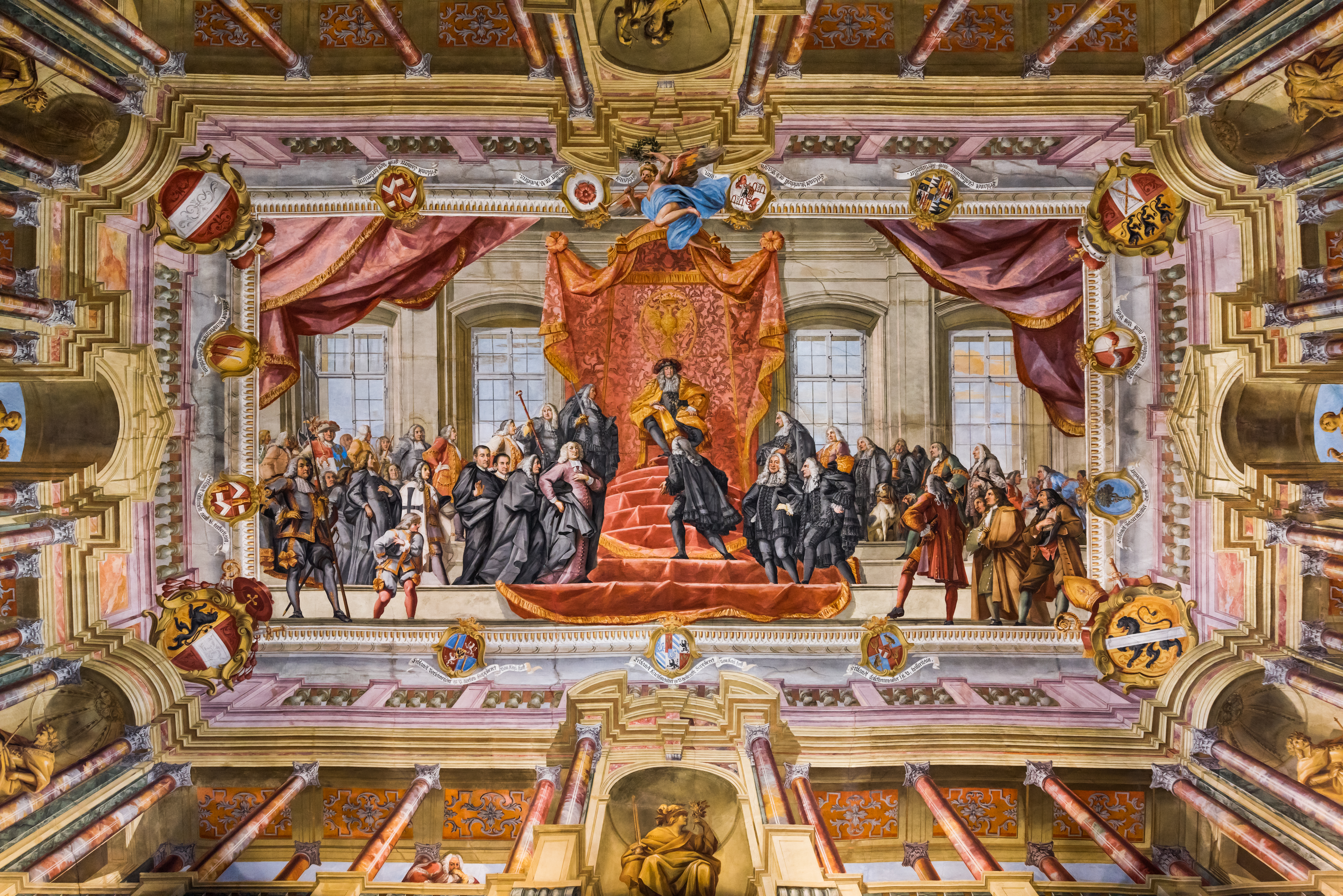
Плафон великої гербової зали

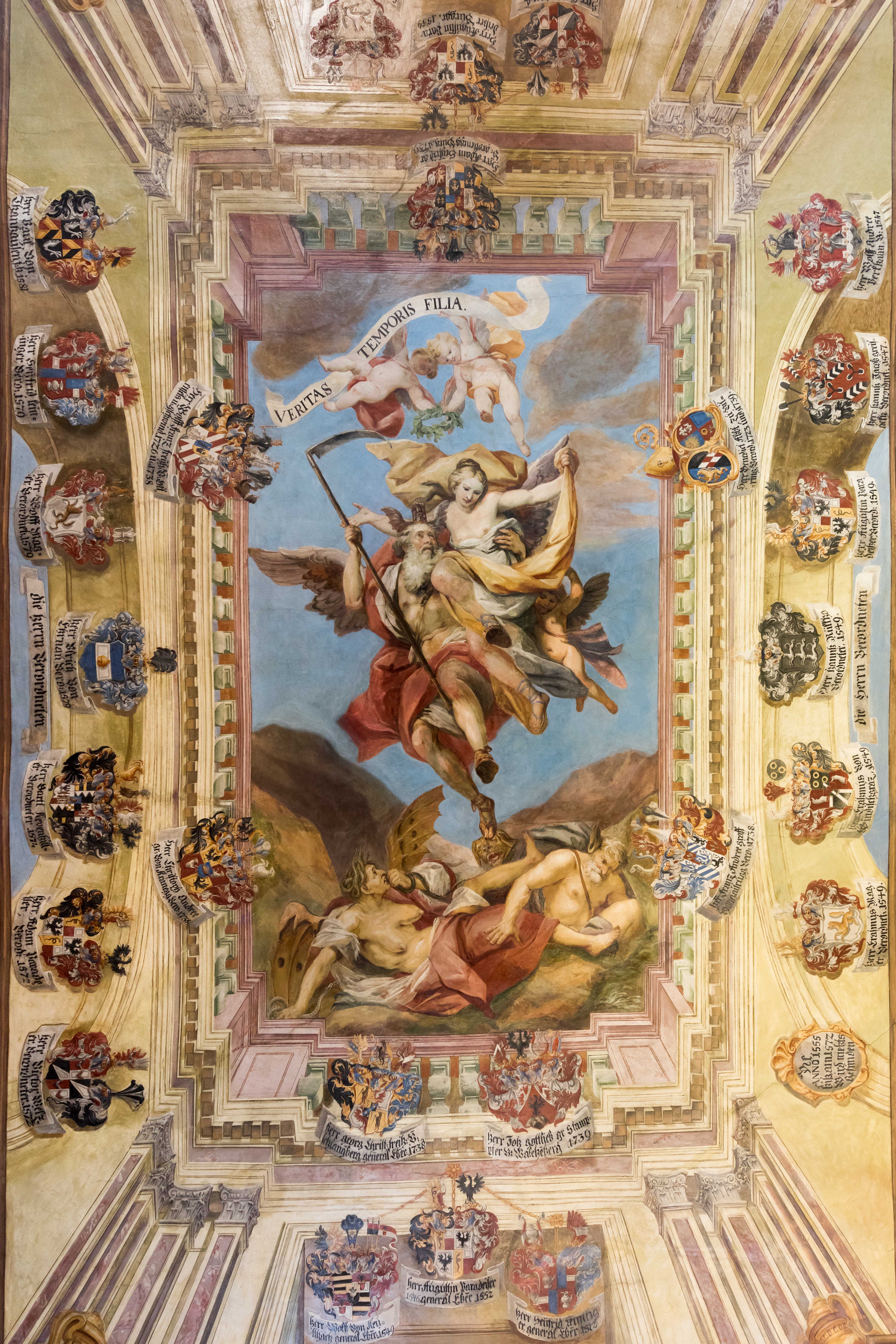
Плафон малої гербової зали

Будівництво будівлі в 1574 році розпочав архітектор Ганс Фрайман, але завершував цей архітектурний комплекс у 1587 році майстр з Лугано Джованні Антоніо Верда. Якраз він побудував дві вежі, що завершені бароковими куполами, які формою нагадують цибулини. Будівля збудована у формі підкови і своїми аркадами та подвійними сходами утворює затишне подвір'я. Вона має дивовижний інтер'єр у стилі Відродження, а її зали прикрашені фресками та гербами. В північному крилі все ще можна побачити залишки старого арсеналу. Західний та південний фасад були спроектовані близько 1730 року.
Перше спільне засідання парламенту з урядом землі Каринтія у побудованому будинку відбулося ще 4 грудня 1581 року. Лише в 1887 році уряд землі переїхав на теперішню площу Арнульфа (Arnulfplatz). Будівля і сьогодні є місцем розташування Каринтійського парламенту.

## Епос Урбана Павмгартнера
Австрійський гуманіст Урбан Павмгартнер (? — 1630) у 1605 році, тобто через 17 років після завершення будівництва будинку ландгаусу, опублікував епос «Aristeion Carinthiae Claudiforum» [Архівовано 15 листопада 2021 у Wayback Machine.], у якому гекзаметром виголошує гімн хвали Клагенфурту, а також вихваляє красу недавно збудованого будинку парламенту.

## Інтер'єр будинку парламенту

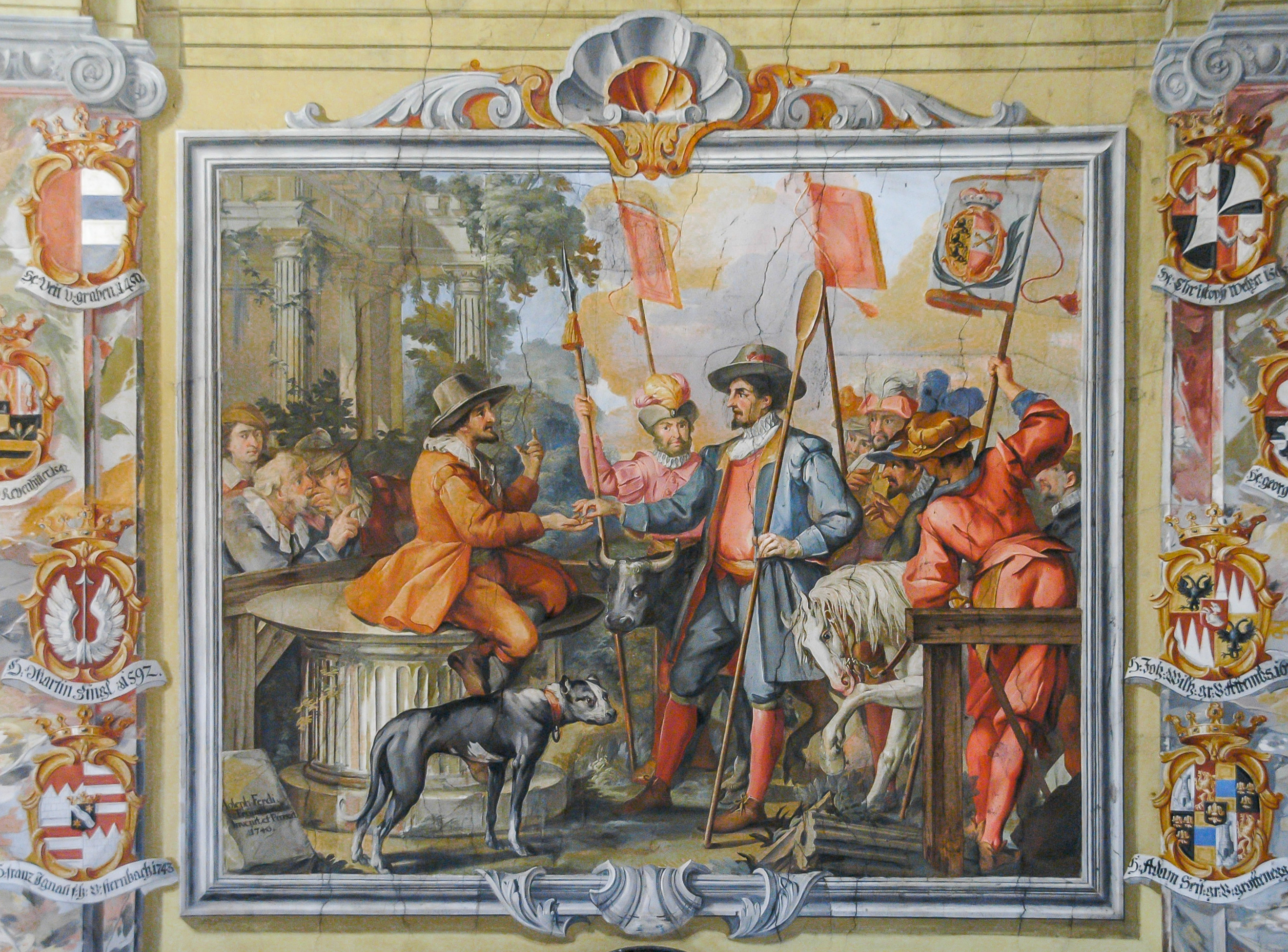
Призначення каринтського герцога на «князівському камені» в Карнбург

Двоповерховий будинок парламенту Каринтії зберіг багато історичних архітектурних та дизайнерських елементів. Найбільшу історичну цінність становить оздоблення його двох гербових зал: великої гербової зали з чудовим оформленням, де раніше відбувалися  важливі урочистості, і малої гербової зали, яка теж вражає унікальним розписом з історичними елементам.

### Велика гербова зала
Велика гербова зала в будинку парламенту розміщена на першому поверсі західного крила і має розміри 23 × 13 метрів і висоту 9,8 метра. Підлога виготовлена з білого, червоного та чорного мармуру. Первісні розписи Антона Блюменталя згоріли в 1723 році, тому стіни були прикрашені 665 гербами, що дають вражаюче свідчення про могутність і вплив каринтської знаті, настінними фресками з історичними зображеннями роботи найважливішого барокового живописця Каринтії Фердинанда Фроміллера (1693—1760). Плафон на стелі також намальований Фроміллером для увічнення особистого візиту імператора Карла VI, батька Марії-Терезії, 22 серпня 1729 року.

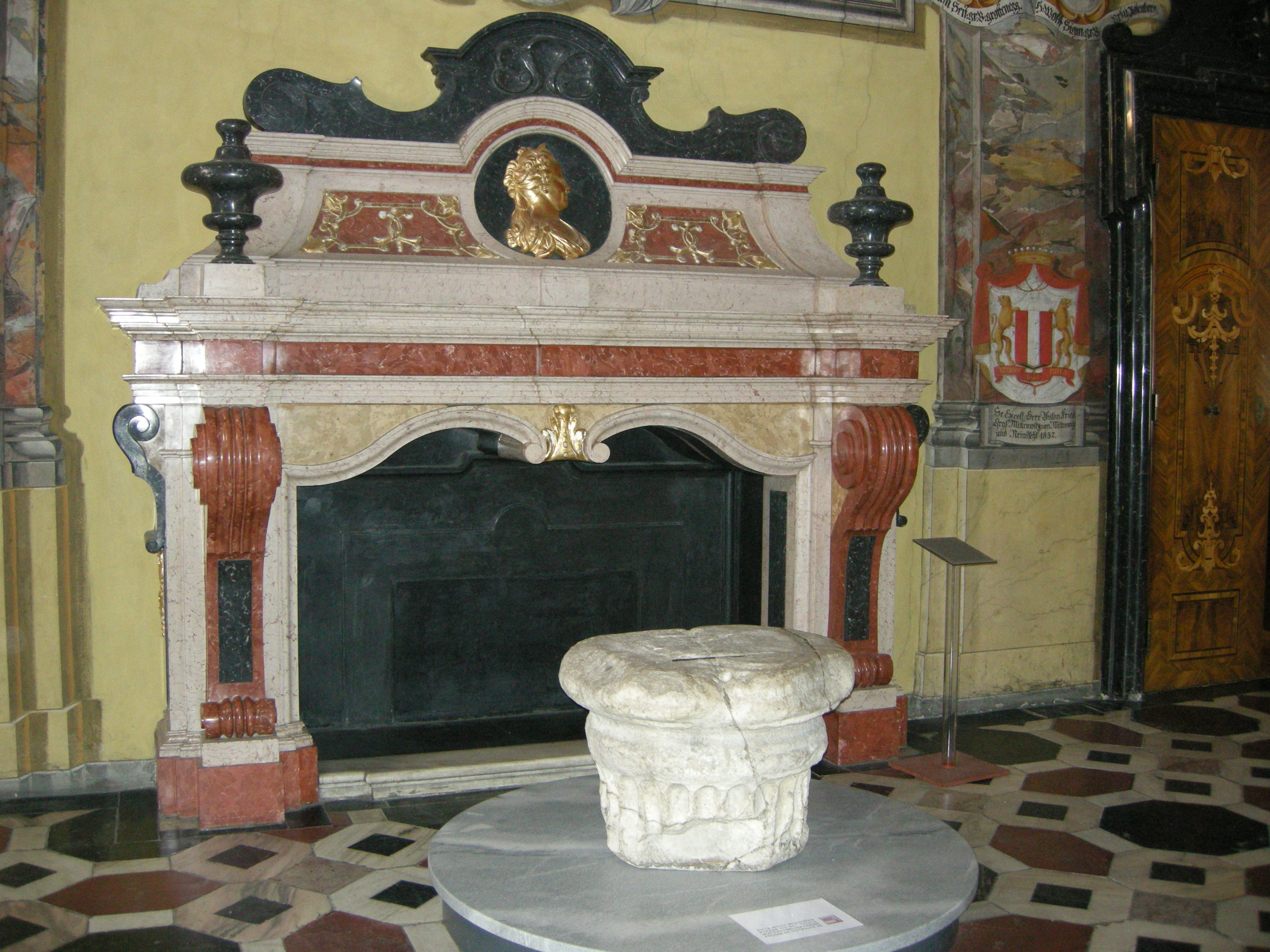
«Князівський камінь» — капітель римської колони у великій гербовій залі

Після пожежі 1723 року Фроміллер також створив художні меблі, які збереглися до наших днів. У великій залі з березня 2006 року перед каміном стоїть «князівський камінь», одна із найстаріших правових пам'яток Європи, це капітель римської колони, на якій відбувалася церемонія передавання влади герцогам Каринтії.

### Мала гербова зала
Приміщення малої гербової зали має розміри 10 × 6,5 метрів. Зала була спроектована художником Фроміллером у 1740 році, який на її стінах забразив 298 гербів. На плафоні зображена алегорична фреска «Істина як дочка часу» (Veritas temporis filia).
Мала гербова зала використовується як консультативна кімната та кімната для засідань парламенту Каринтії.

### Зала пленарних засідань
Стіни зали пленарних засідань парламенту прикрашає барвисте зображення карти з кордонами провінції Каринтія художника Карла Брандштеттера та фреска Каринтського референдуму роботи Світберта Лобіссера 1928 року.
У фоє висять два гобелени роботи художниці з Каринтії Гудрун Кампль.

## Поштова марка Австрії
У 1950—1959 роках в Австрії була в обігу поштова марка кольору берлінської блакиті з зображенням «Будинку парламенту Каринтії». Номер у каталозі MICHEL: 1046. Номінальна вартість 1,40 австрійського шилінга.

## Інформація для туристів

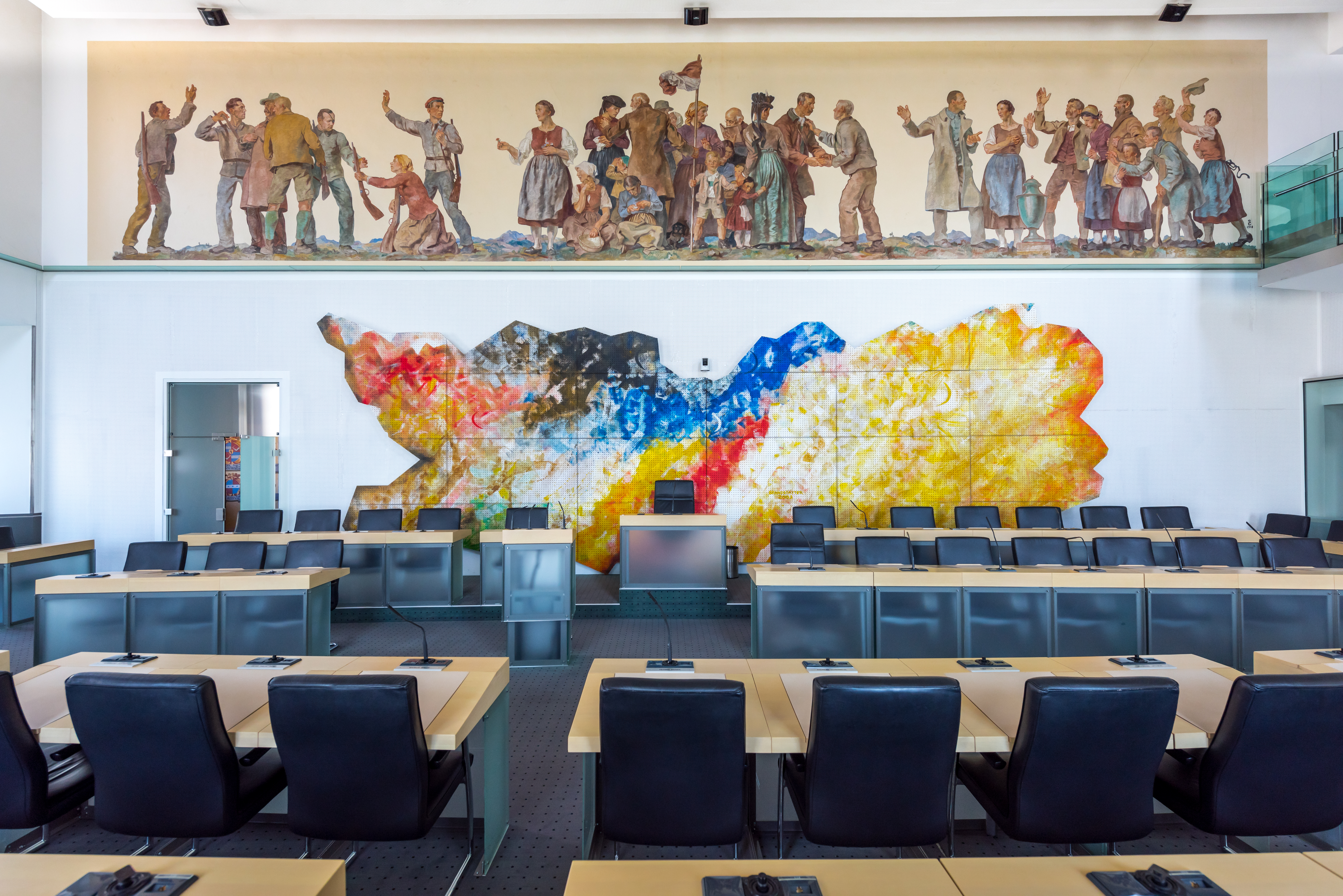
Зала засідань парламенту

Години роботи — з 1 квітня до 31 жовтня, пн–сб з 10:00 до 16:00.

Вихідний день — неділя.

Ціна квитка — 4 євро. З карткою Каринтії та діти до 6 років — безкоштовно.

Пільговий квиток — 3 євро. Школярі — 2 євро. 

Час відвідування — приблизно 30 хв.

Автобусна зупинка — Heiligengeistplatz.
Для забезпечення доступності будинку парламенту Каринтії для людей з будь-якими обмеженими можливостями з липня до 23 грудня 2015 року були виконані будівельні роботи, на які було витрачено 540000 євро.
Відвідувачі з дітьми можуть скористатися постійно оновлюваними культурними освітніми програмами, та розгадуванням задач вікторини на тему «Геральдичні та міфічні тварини» використовуючи для цього геральдичну карту та геральдичний пошук «Wappensaal_digital».

## Галерея

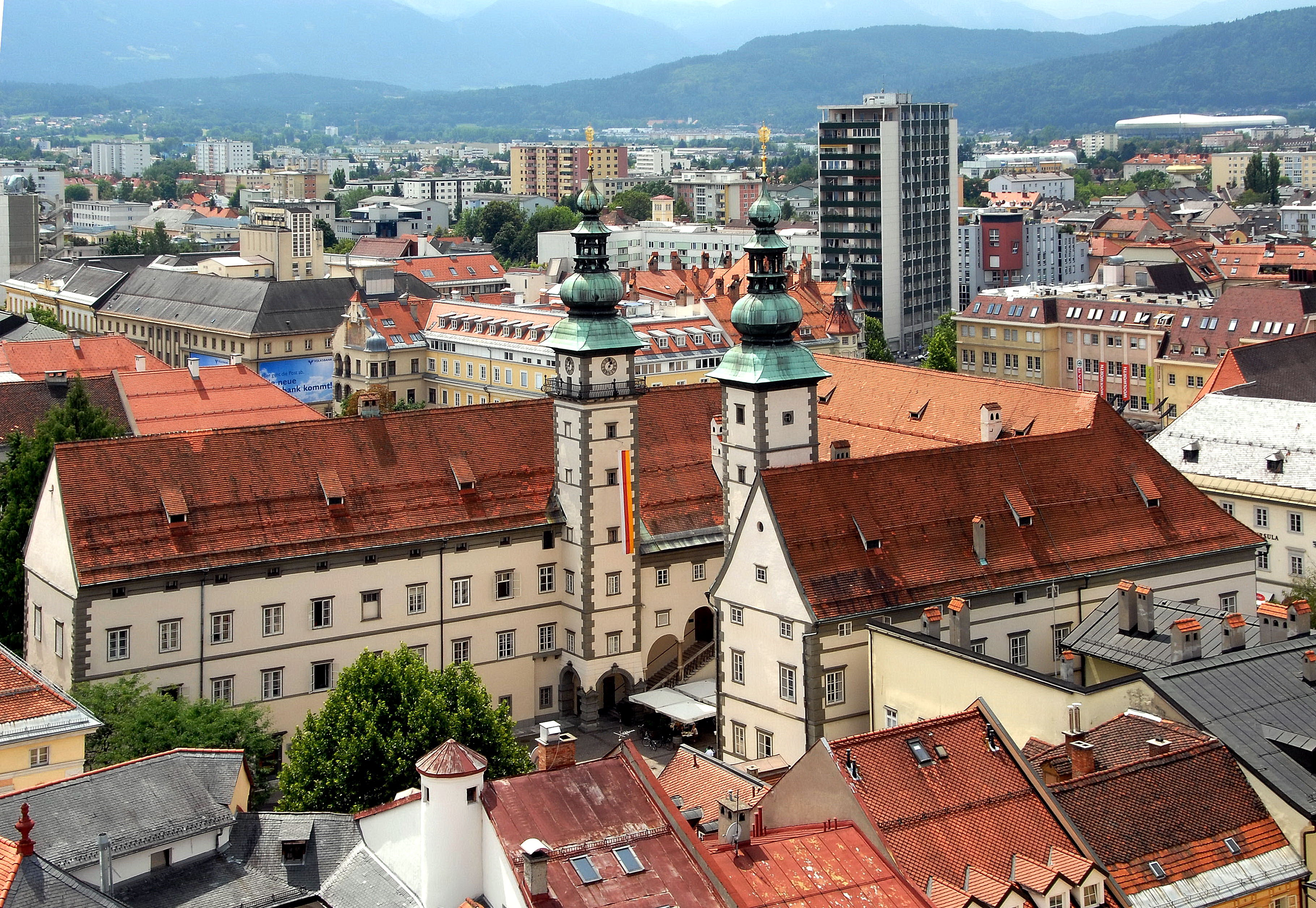
Будинок парламенту Каринтії
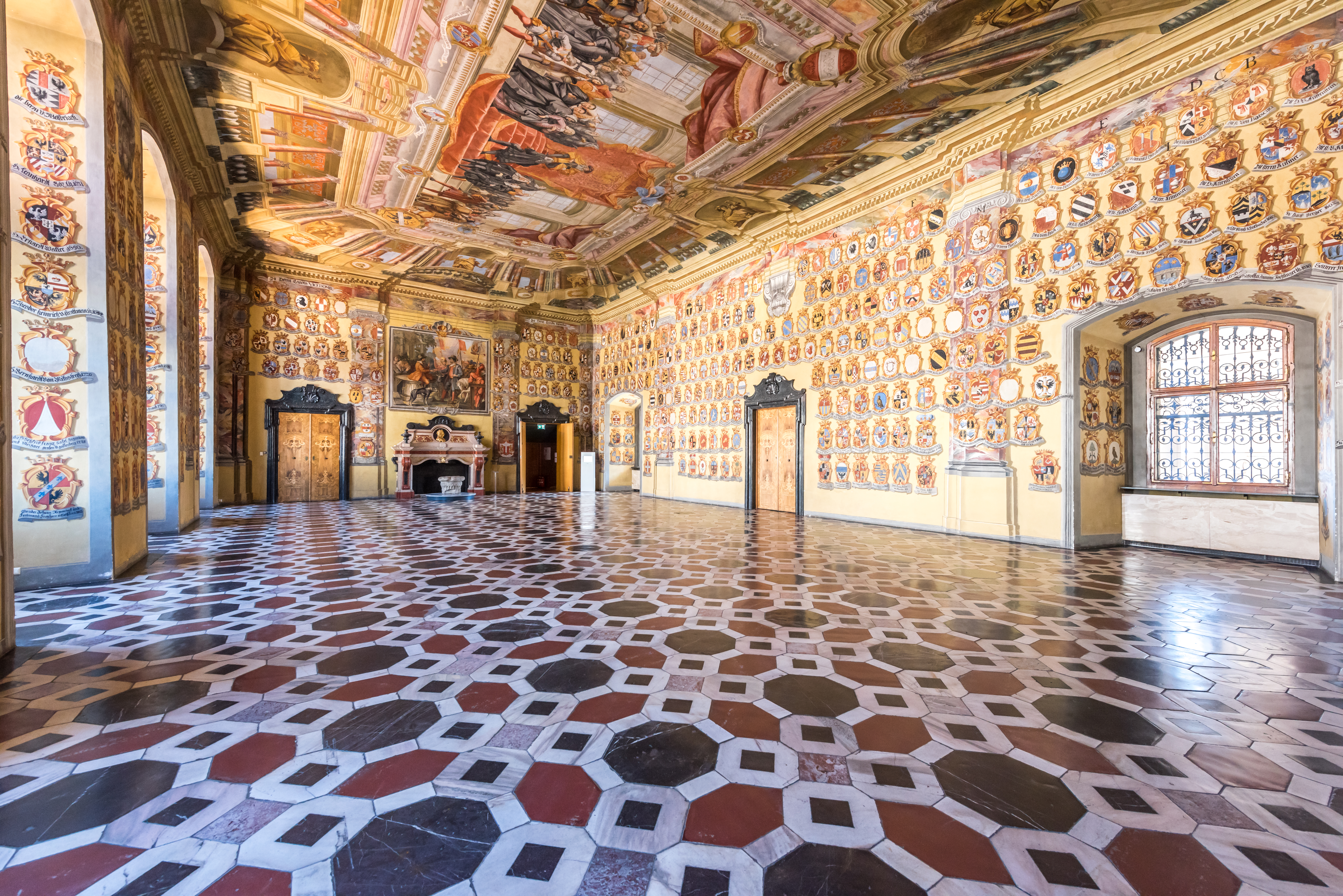
Велика гербова зала